# Turvelândia
Turvelândia é um município brasileiro do interior do estado de Goiás, Região Centro-Oeste do país. Possui uma área territorial de 934,260 km² e sua população, conforme estimativas do IBGE de 2021, era de 5 447 habitantes.
A cidade faz divisas com os municípios de Acreúna, Maurilândia, Porteirão e Santa Helena de Goiás estando situada no a 218 km de Goiânia, capital do estado.
Apesar de possuir um dos maiores PIB per capita de Goiás (per capita de 44.015,89), o município apresenta um IDH de 0,685 (PNUD 2000), que é um dos menores do estado.
A cidade tem como principais atividades a produção agrícola e a pecuária e uma usina de álcool e açúcar.